# کوریلیا کون مونتویاسکو
کوریلیا کون مونتویاسکو (به ایتالیایی: Curiglia con Monteviasco) یک کومونه در ایتالیا است که در استان وارزه واقع شده‌است.

## خصوصیات
کوریلیا کون مونتویاسکو ۱۱٫۳ کیلومترمربع مساحت و ۱۸۹ نفر جمعیت دارد و ۶۷۰ متر بالاتر از سطح دریا واقع شده‌است.